# Birkelbach (Berkmecke)
Der Birkelbach im Rothaargebirge ist ein ca. 1 km langer, orographisch linker Zufluss der Berkmecke im Hochsauerlandkreis in Nordrhein-Westfalen.

## Verlauf
Der Birkelbach entspringt etwa 600 m östlich vom Winterberger Ortsteil Mollseifen. Seine Quelle liegt im oberen Talende in einer Wiese direkt unterhalb einer Kurve der Straße L721 auf ca. 598 m.ü. NHN. Er fließt zunächst in südwestlicher Richtung, bevor er sich, dem Talverlauf folgend, nach etwa 600 m nach Südosten wendet. Nach etwa 1,1 km mündet der Birkelbach als linker Quellbach in einem kleinen Waldstück in die Berkmecke ein. Diese mündet schließlich in der Ortslage Kranebuche des Dorfes Züschen in die aus Süden kommenden Ahre ein. Die Ahre bildet in Züschen auf ca. 463 m Höhe zusammen mit dem Bach Sonneborn den Eder-Zufluss Nuhne.

## Natur und Umwelt
Der Birkelbach liegt auf seiner ganzen Länge im 75,04 ha große Naturschutzgebiet Berkmecke – Talsystem (HSK-411). Das NSG besteht aus dem Talbereich der Berkmecke und anderen Nebentälern wie dem Flachengrund und dem Birkelbachtal. Die Täler werden teilweise durch Rinder und Pferde beweidet. Das NSG-Gebiet ist seit 2000 Teil des 2249 ha großen FFH-Gebietes Hallenberger Wald (DE 4817-301).